# 항아리곰팡이
항아리곰팡이(缸-----, Batrachochytrium dendrobatidis 바트라코키트리움 덴드로바티디스[*]) 또는 양서류호상균(兩棲類壺狀菌, amphibian chytrid fungus)은 양서류에게 치명적인 피부병인 키트리디오미코시스를 일으키는 호상균류 곰팡이로, 한반도에서 유래되었다. 1998년에 처음 발견되었으며, 전세계적인 양서류 개체감소를 일으키며 많은 종을 멸종시켰다.
양서류의 전세계적인 개체 감소를 불러일으켰으나 그 원인에 대해서는 밝혀진 것이 없었다. 그러던 중 총유전체 방식을 이용하여 한반도에서 유래했음이 밝혀졌는데 20세기 초 무당개구리를 비롯한 한국 양서류의 상업적인 거래 과정에서 전세계적으로 확산된 것으로 보여진다.

## 같이 보기
- 양서류 개체감소